# Микуличи (община Конавле)
Микуличи (на хърватски: Mikulići) е село в Хърватия, разположено в община Конавле, Дубровнишко-неретванска жупания. Намира се на 300 метра надморска височина. Населението му според преброяването през 2011 г. е 88 души. При преброяването на населението през 1991 г. има 116 жители, от тях 114 (98,27 %) хървати, 1 (0,86 %) сърбин и 1 (0,86 %) не се е определил.

## Население
Численост на населението според преброяванията през годините:
- 1880 – 227 души
- 1890 – 265 души
- 1900 – 267 души
- 1910 – 230 души
- 1921 – 200 души
- 1931 – 219 души
- 1948 – 181 души
- 1953 – 175 души
- 1961 – 161 души
- 1971 – 159 души
- 1981 – 147 души
- 1991 – 116 души
- 2001 – 105 души
- 2011 – 88 души